# باجامويو

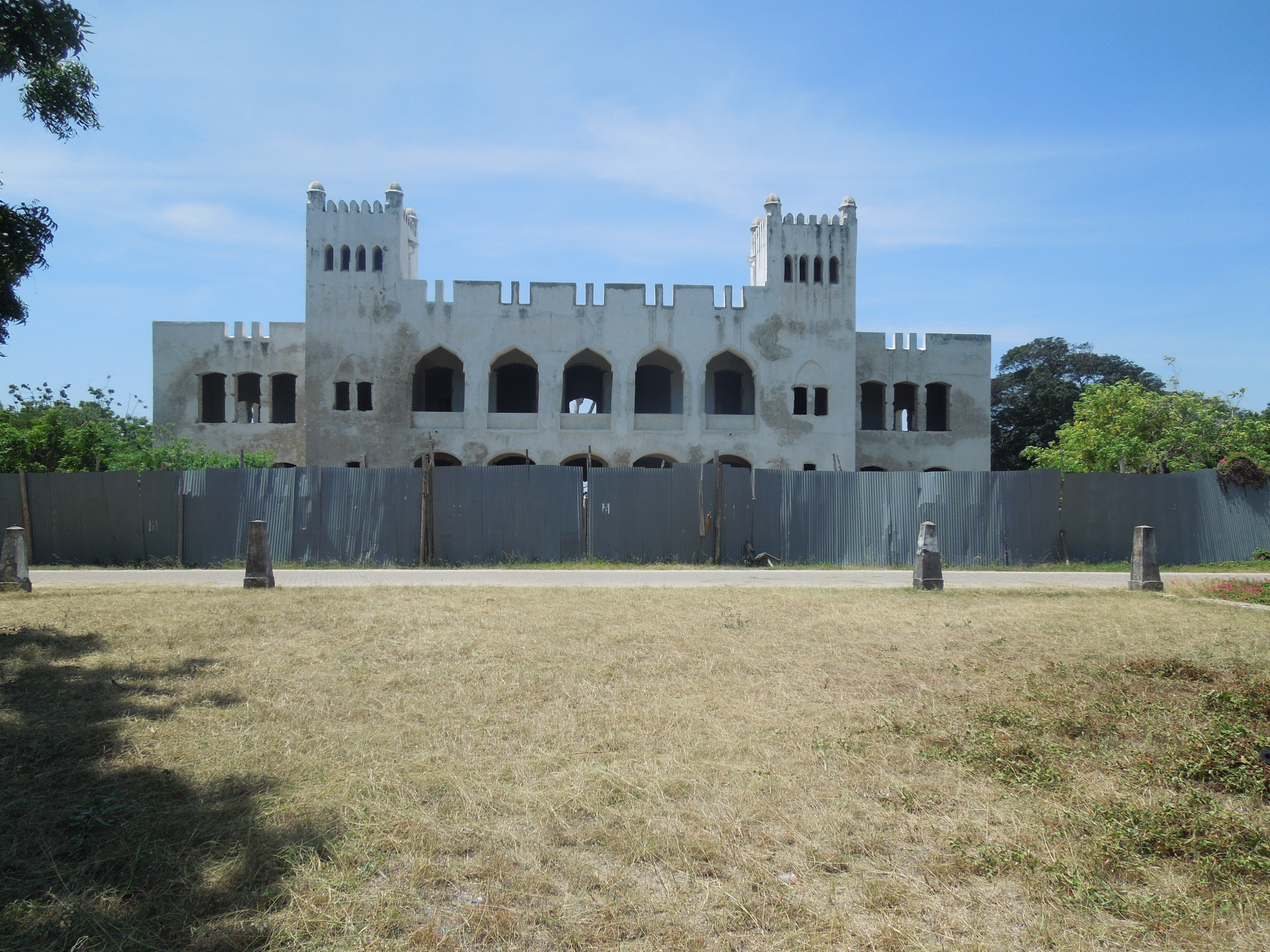
Boma

بلدة باجامويو في تنزانيا، تأسست في نهاية القرن 18. وكان (و سميت باجامويو) العاصمة الألمانية الأصلية في شرق أفريقيا وكانت واحدة من أهم الموانئ التجارية على طول الساحل الشرقي لأفريقيا.يسكن المدينة اليوم حوالي 30.000 نسمة، وهي عاصمة مقاطعة باجامويو، كما صنفت كمواقع التراث العالمي, تحت إشراف اليونسكوز تبعد المدينة حوالي 75 كم، من مدينة دار السلام، وتطل علة جزيرة زنجبار الشهيرة.

## معرض صور

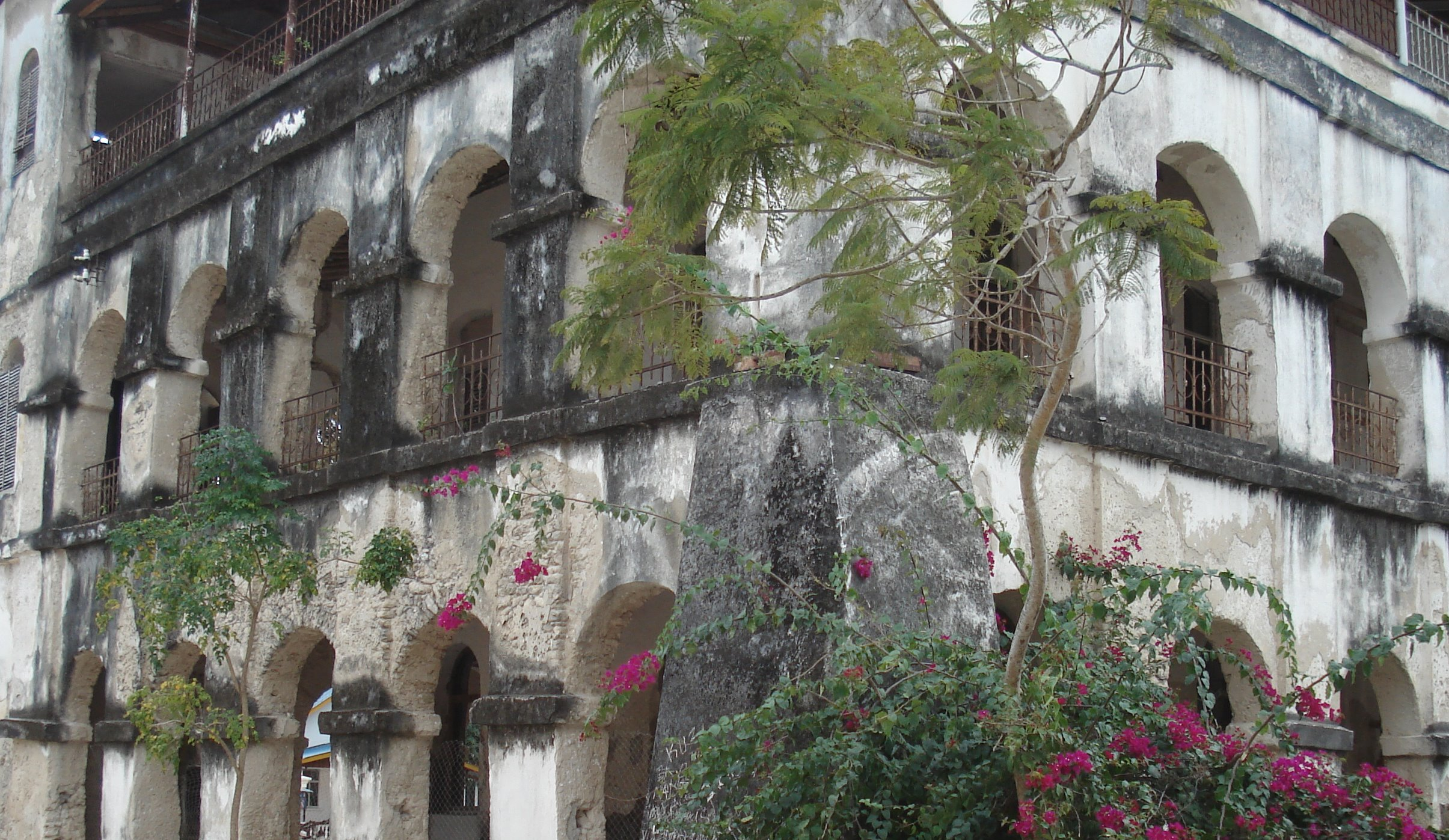
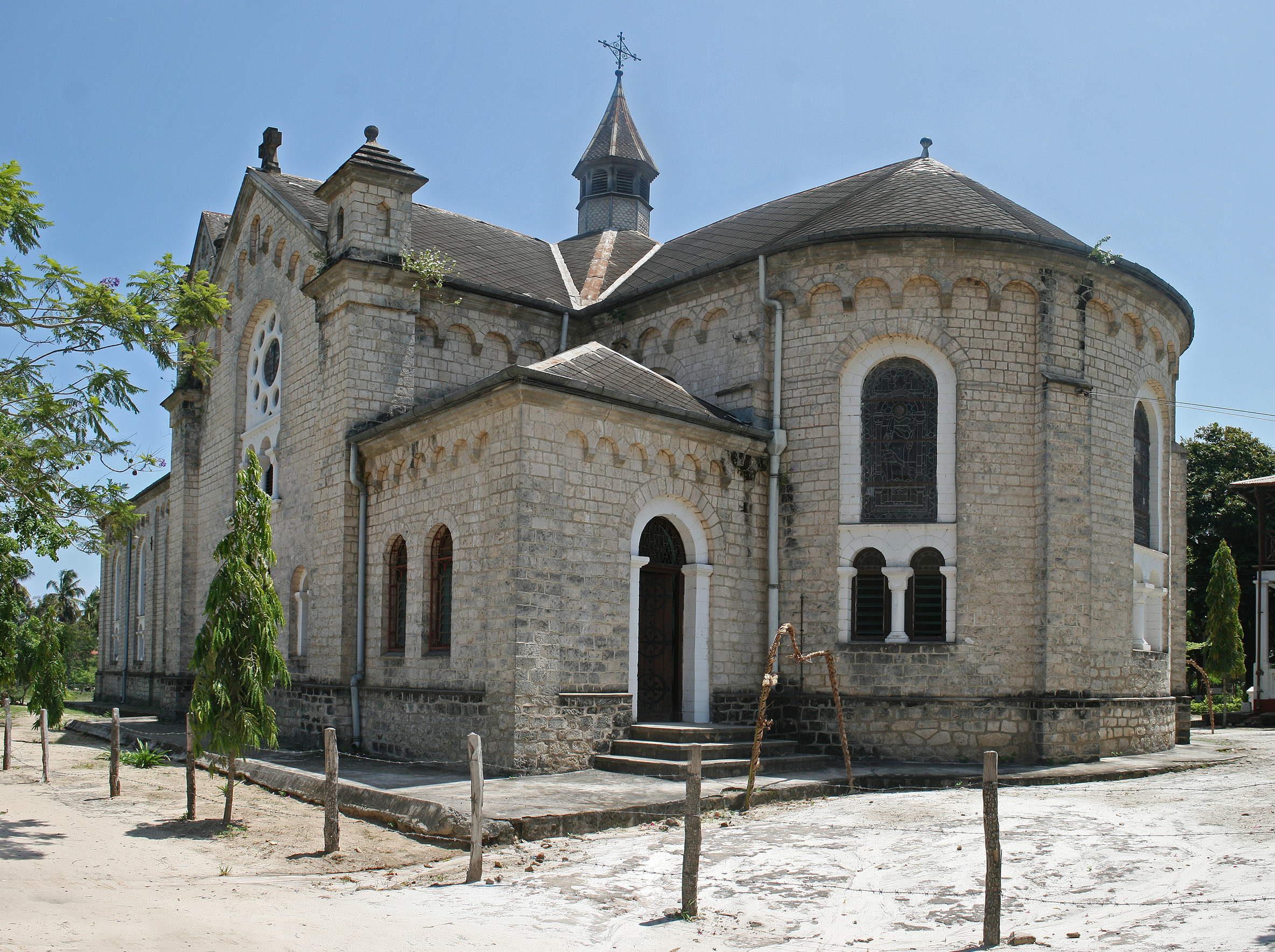
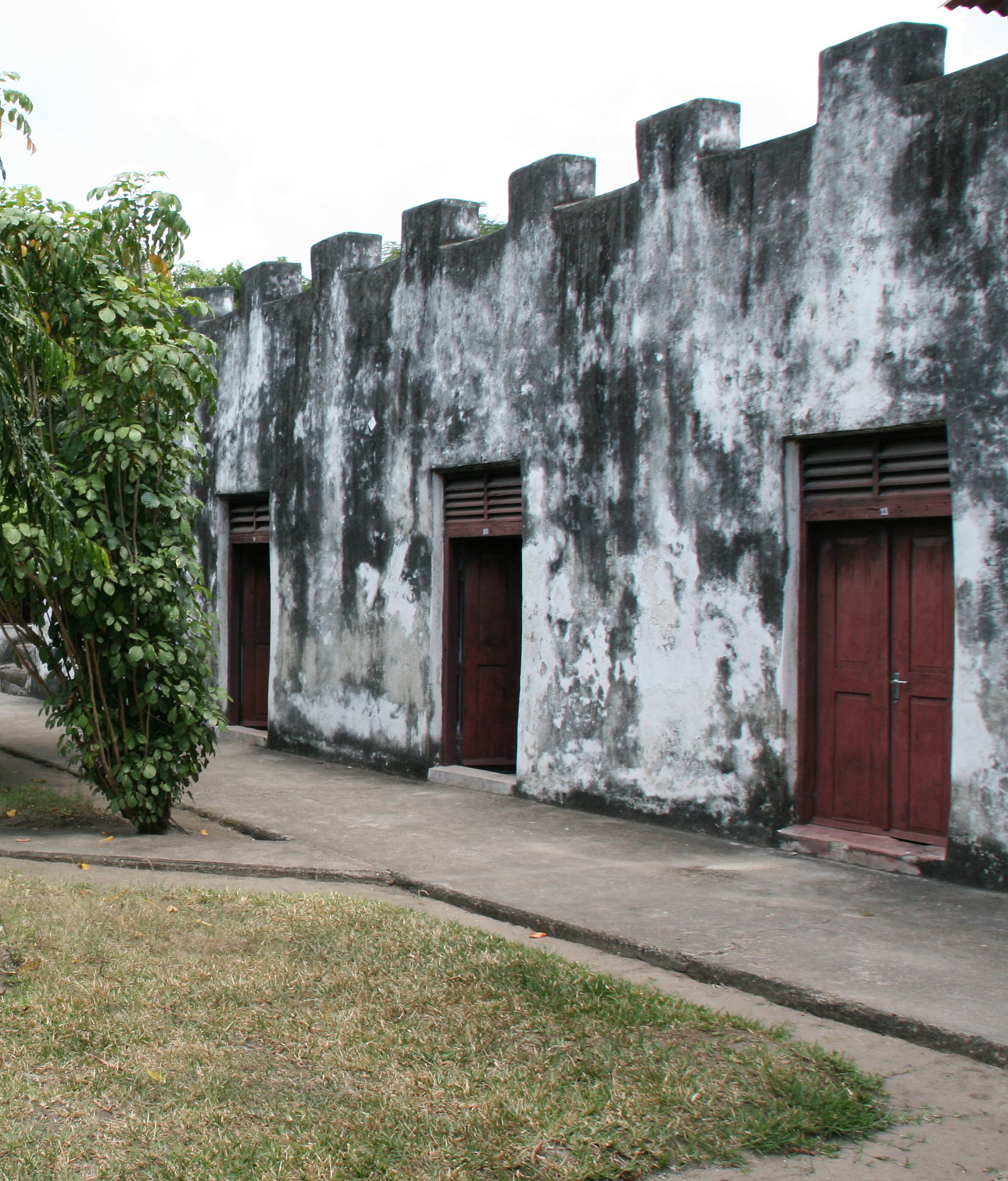
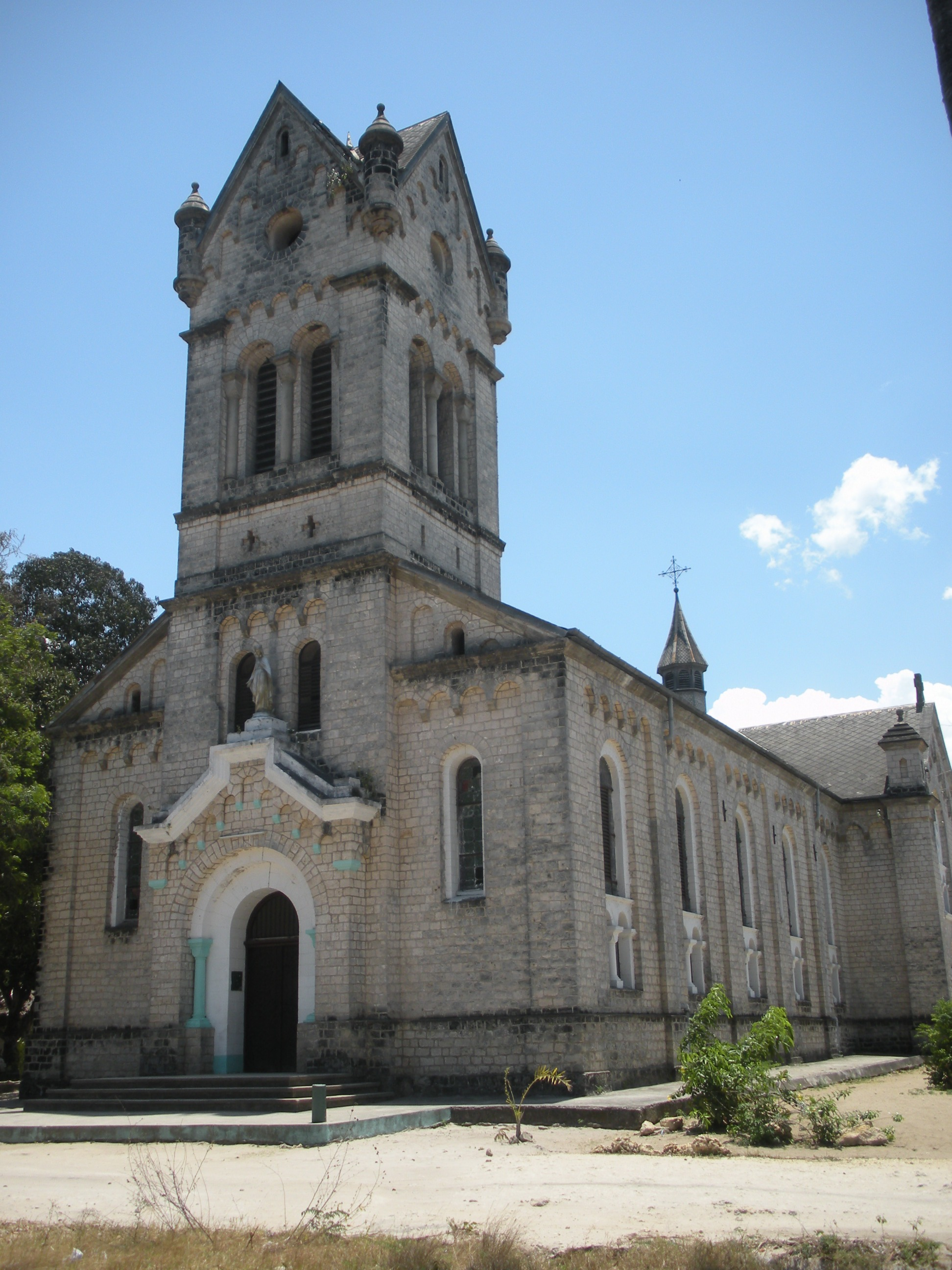

## توأمة
لباجامويو اتفاقيات توأمة مع:
- فاليجو